# Över-Uman
Över-Uman (ou encore Överuman, en Same du Sud : Upmeje) est un lac suédois et norvégien. La partie suédoise se situe sur la commune de Storuman dans le Comté de Västerbotten. La partie norvégienne (qui représente moins de 4 % de la surface totale du lac) qui est aussi appelée Umbukta se situe dans la commune de Rana dans le Comté de Nordland. Le lac est issu de la fusion de trois grands lacs (Över-Uman, Gausjosjön et Stora Umevattnet) après la construction d'un barrage. Le lac sert de réservoir pour réguler le débit de l'Umeälven. L'eau est aussi directement utilisée par la centrale hydroélectrique souterraine de Klippen pour produire de l'électricité lors des pics de productions en hiver.